# Фонтан «Межеумный»
Фонтан «Межеумный» или «Неопределённый» — памятник архитектуры, который находится у главного входа в Верхний сад Петергофа. Представляет собой круглый бассейн с четырьмя бронзовыми фигурами дельфинов и фантастическим морским чудищем (драконом) в центре композиции.
Название фонтана отражает историю многократных смен декора сооружения.
Изначально фонтан задуман на том же расстоянии, той же формы и размеров, как и Дубовый, для установки свинцовой скульптуры Б. К. Растрелли «Андромеда». Бассейн был сделан спешно, с постаментами на дерновом дне. Прокладку фонтанных труб П. Суалем начал весной 1738 года. По проекту И. Бланка и И. Давыдова летом того же года были сделаны каменные детали бассейна и укладка тёсаных известняковых плит, привезённых с «мраморной мельницы» реки Лавы, гидротехническое оборудование литейщик П. Леклер и мастер А. Иванов изготовили в следующем году. В композицию входил защищающий Андромеду от дракона Персей на коне и с головой Медузы в руках, игра струй возможна была в «пять или четырёх видах». При устройстве бассейна некоторые детали статуй были отбиты, и скульптору пришлось их припаивать. В 1745 году статуя получила подпоры, но в 1773—1775 годах по проекту И.Яковлева в бассейне остались от старой группы только четыре дельфина вокруг дракона. В 1858—1859 году прошёл ремонт фонтана, К. Шарбау отлил для него чугунную вазу-кратер (аналогичную вазам Царицыного острова, по рисунку А. И. Штакеншнейдера), со дна которой поднималась вода, а вокруг били четыре сохранившихся от дельфинов водомёта. Фонтан в тот период был назван «Ваза». По одним источникам, такое оформление сохранялось вплоть до 1941 года, по другим, до войны (после 1929 года) в нём размещалась медная фонтанная ваза из Дубового фонтана.
Во время Великой Отечественной войны фонтан был разрушен, в 1957 году воссоздан по изображениям 1770-х годов по модели А. Ф. Гуржия. Фигуры были отлиты на «Монументскульптуре» и впервые позолочены в 1980 году. Фонтанный кордон при реставрации был сделан из таллинского песчаника.